# Porphyrinia acervalis
Porphyrinia acervalis är en fjärilsart som beskrevs av Swinhoe 1886. Porphyrinia acervalis ingår i släktet Porphyrinia och familjen nattflyn. Inga underarter finns listade i Catalogue of Life.